# Shirō Kuramata
Shirō Kuramata (jap. 倉俣 史朗, Kuramata Shirō; * 29. November 1934 in der Präfektur Tokio, Japan; † 1. Februar 1991 ebenda) war ein japanischer Produktdesigner und Innenarchitekt. Er entwarf zahlreiche Möbelstücke, die als Designklassiker in zahlreichen Museen für angewandte Kunst gezeigt werden. Für über 300 Bars, Restaurants und Geschäftsräume fertigte er die Entwürfe für die Inneneinrichtung an. Shirō Kuramata gilt als einer der einflussreichsten japanischen Industriedesigner des 20. Jahrhunderts.

## Leben und Werk
Nach dem Schulabschluss begann Shirō Kuramata mit dem Architekturstudium am Tokioter Polytechnikum. Nach dem Abschluss des Studiums 1953 absolvierte er zunächst ein Jahr bei dem japanischen Möbelhersteller Teikokukizai eine Lehre als Möbeltischler. Im Jahr 1954 begann er ein zweijähriges Studium der Innenarchitektur am Kuwasawa-Institut für Design. In der Zeit von 1957 bis 1963 arbeitete er im Tokioter Warenhaus Matsuya, wo er Ladeneinrichtungen und Schaufensterdekorationen entwarf. Im Jahr 1965 gründete er in Tokio das Kuramata-Designbüro. Gleichzeitig begann er, Inneneinrichtungen für Bars und Restaurants zu entwerfen. In seinen minimalistischen Möbelentwürfen dieser Zeit verband er westliche und östliche Traditionen.
Internationale Anerkennung erlangte Kuramata 1970 mit seinen Entwürfen für die Ausstellung Möbel in irregulären Formen. Einige der Möbel – unter anderem die s-förmig geschwungenen Kommoden Side 1 und Side 2 – wurden in den 1980er Jahren von der auf Reeditionen klassischer Möbel spezialisierter italienischen Möbelfirma Cappellini in Kleinserie hergestellt.

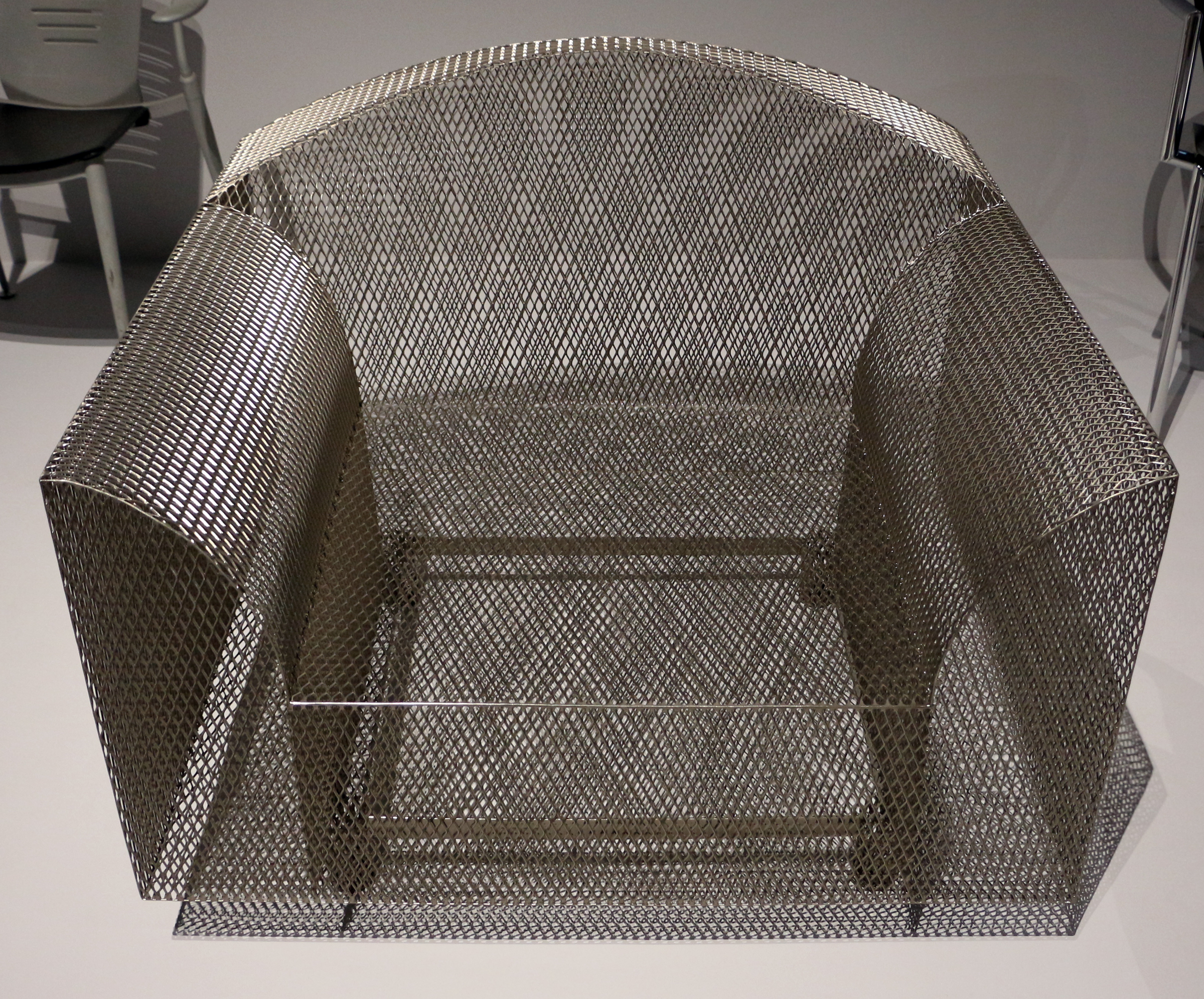
How high the Moon, 1986

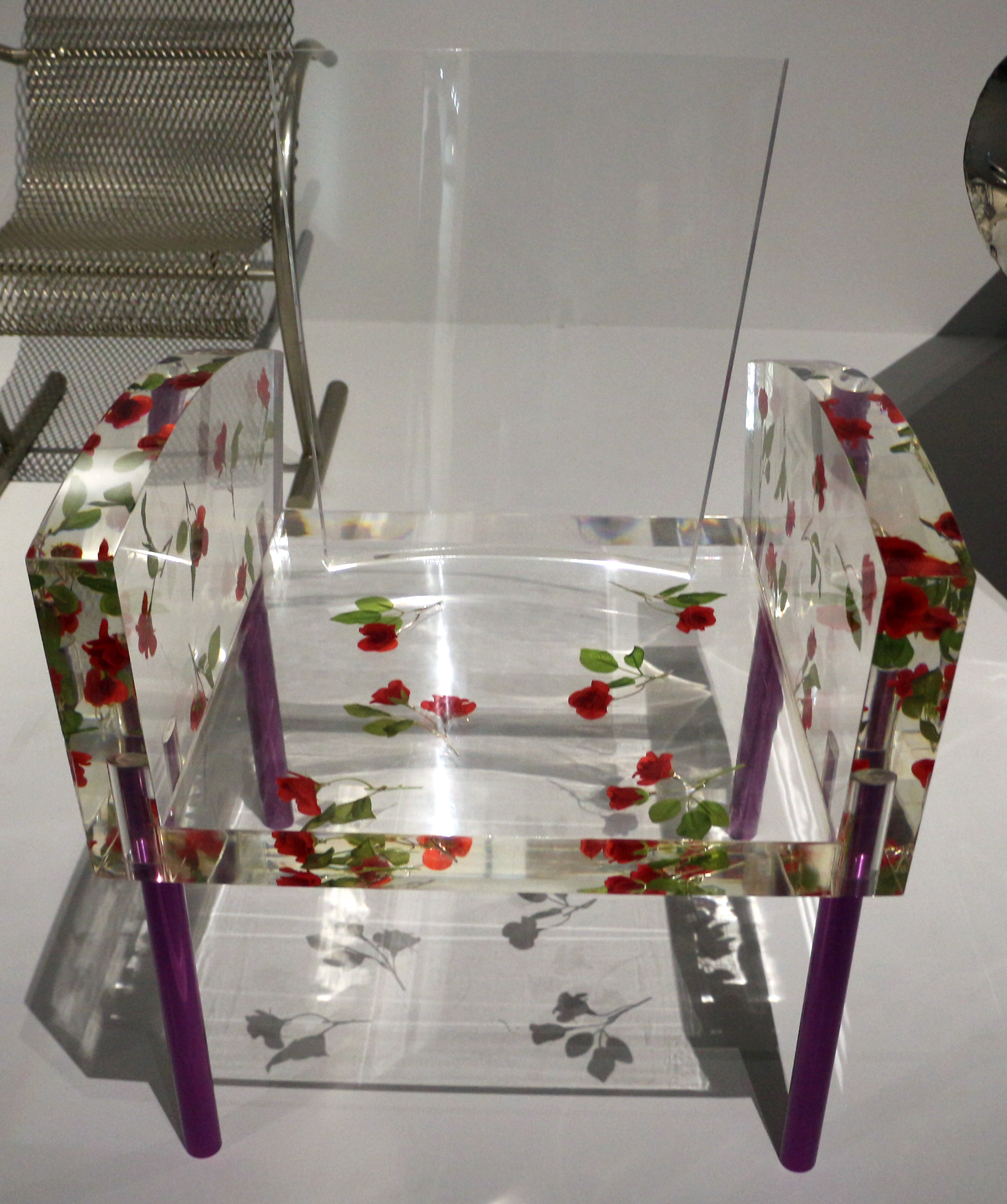
Miss Blanche, 1988

Ab 1976 übernahm Kuramata die Planung und Einrichtung der Modeboutiquen von Issey Miyake in Paris, New York und Tokio. Künstlerisch beeinflusst von Ettore Sottsass, arbeitete Shiro Kuramata für die italienische Design-Gruppe Memphis. Während der 1970er und 1980er Jahre begann Kuramata neue Materialien, wie Acryl, Glas, Aluminium und Stahlgeflechte für seine Entwürfe zu verwenden, um Möbel zu erschaffen, die durch Transparenz und Leichtigkeit gekennzeichnet sind. Zu seinen bedeutendsten Werken zählt der Acrylsessel Miss Blanche und das aus Stahlnetz gefertigte Sitzmöbel How high the Moon. Kuramata arbeitete in der Folgezeit für einflussreiche und erfolgreiche Möbelfirmen und Designgruppen, wie Ishimaru, Aoshima Shoten, Cappellini, Fijiko, Kurosaki, Mhoya Glass Shop, Vitra und Pastoe.
Im Jahr 1988 verlegte Kuramata sein Designbüro in die Rue Royale nach Paris und kaufte das Hotel Martel, das 1926 der Architekt Robert Mallet-Stevens für die Bildhauer Jan und Joël Martel entworfen hatte. Im Jahr 1989 übernahm er die Gestaltung einer Bar im Hotel Il Palazzo in Fukuoka. Shiro Kuramata starb unerwartet im Alter von 56 Jahren in Tokio.
Die Möbelstücke Kuramatas sind heute gefragte Exponate in Museen und auf internationalen Auktionen. Im Jahr 2015 erzielte die Versteigerung eines Miss Blanche-Sessel bei Sotheby’s einen Erlös von 269.000 £.
Seine Möbelstücke sind u. a. als Exponate im Centre National d’Art et de Culture Georges Pompidou, Corning Museum of Glass, Dallas Museum of Art, High Museum of Art, Israel Museum, Kunstgewerbemuseum Berlin, Metropolitan Museum of Art, Musée des Arts Décoratifs, Museum of Modern Art, National Museum of Modern Art, Kyoto, Victoria and Albert Museum und Vitra Design Museum ausgestellt.

## Werke (Auswahl)
- The Luminous table (1969)
- Drawers – Kommode (1970)
- Glass Shelves #1 – Glasregal (1976)[9]
- Glass Chair – Glasstuhl (1976)

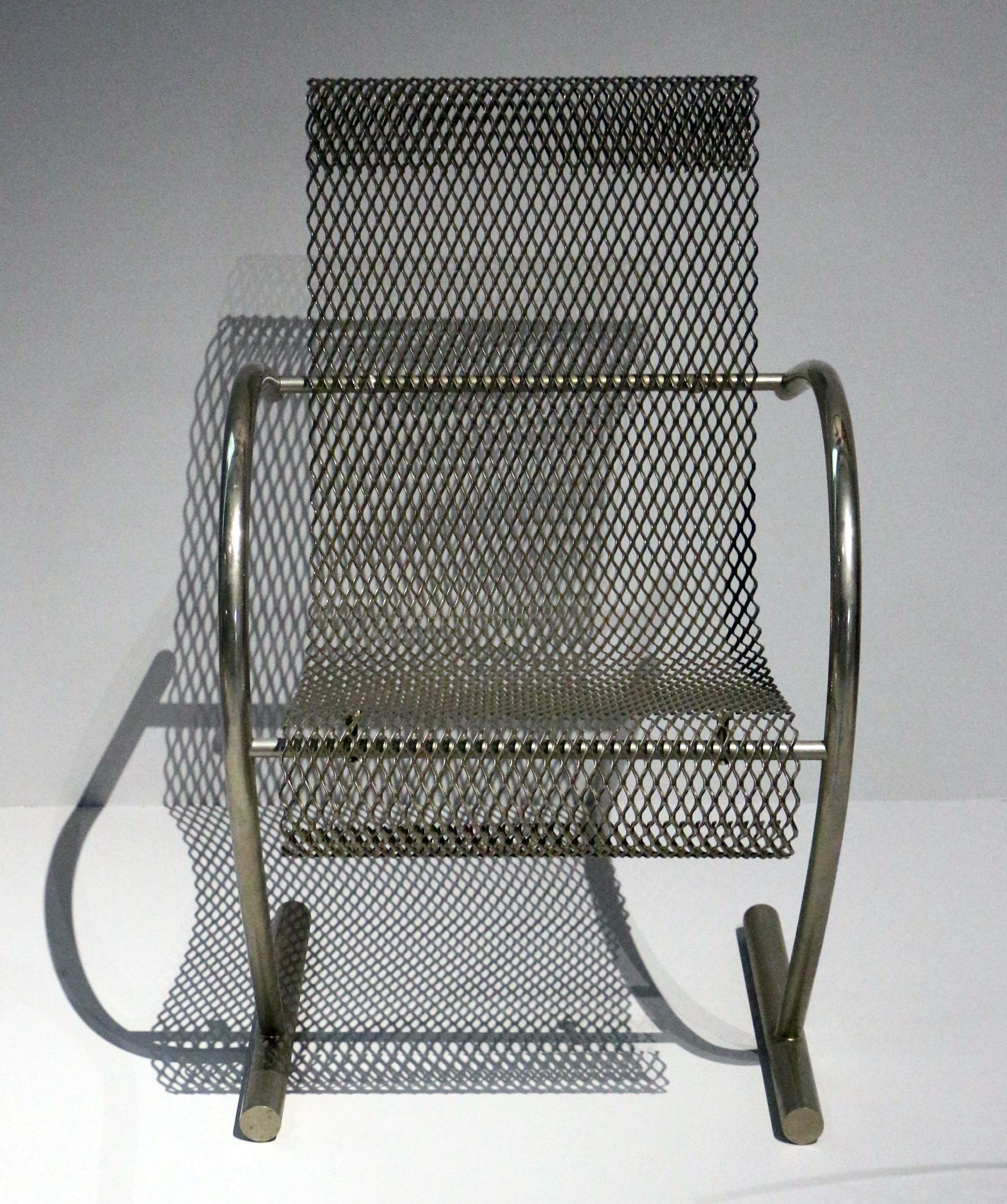
Sing Sing Sing, 1985

- Tisch Kyoto (1983) für die Design-Gruppe Memphis
- Stuhl Apple Honey (1985) für Pastoe
- Stuhl Sing Sing Sing (1985) für Pastoe
- Beistelltisch Ko Ko (1986) für Cappellini
- Konsole Solaris (1986) für Cappellini
- Armchair 401 (1986) für Pastoe
- Schirmständer A101 für Pastoe
- Tisch Sally (1987) für die Design-Gruppe Memphis
- Miss Blanche - Acrylstuhl mit verschiedenen japanischen Kunstblumen (1988)
- How High The Moon – Sitzmöbel (1986–88)
- Schrank Hommage to Mondrian für Cappellini

## Ausstellungen (Auswahl)
- Shiro Kuramata: Revolutionary Japanese Designer. Design Museum Gent, Belgien (2013–2014)
- Shiro Kuramata. Design Museum Gent, Gent, Belgien (2012–2013)
- The Essence of Things. (Wanderausstellung) Grassi Museum, Leipzig; Design Museum, Gent, Belgium; Museum August Kestner, Hannover; Vitra Design Museum, Weil am Rhein (2010–2012)
- Postmodernism: Style and Subversion 1970 -1990. Victoria and Albert Museum, London (2011)
- Shiro Kuramata and Ettore Sottsass, Design Sight, Tokio, Japan (2011)
- Shiro Kuramata 1934 -1991. (Wanderausstellung): Hara Museum of Contemporary Art, Tokio; Musée des Arts Decoratifs, Paris; Österreichisches Museum für Angewandte Kunst, Wien; National Museum of Modern Art, Kyoto; Grey Art Gallery, New York; Musée des Arts Decoratifs, Montreal; Centro Cultural, Mexiko-Stadt; Museum of Modern Art, San Francisco (1996–1999)
- Designed for Delight. Canadian Museum of Civilization, Hull; Montreal Museum of Decorative Arts, Montreal; Canada; Musee des Arts Decoratifs, Paris; Muzeum Narodowe w Krakowie, Kraków; Die Neue Sammlung, München; J. B. Speed Art Museum, Louisville; Virginia Museum of Fine Arts, Richmond (1997)
- Collection: Chairs of the 20th Century. Museum of Modern Art, Toyama (1994)
- Japanese Design —A Survey Since 1950. Philadelphia Museum of Art, Philadelphia (1994)
- Memphis & Transavanguardia, Touko Museum of Contemporary Art, Aoyama, Tokyo; Fukuyama Museum of Art, Tokyo, Japan Uny Group. Bi ! Kujira, Yatai at World Design Exposition ’89, Nagoya (1989)
- Europalia 1989 Japan, Brüssel (1989)
- The 1987 Vitra International Exhibition, Musée Rath, Genf (1987)
- Milano Furniture Salon Exhibition, Zeus Hall, Mailand (1987)
- Memphis Vol. 8, Mailand (1987)
- Shiro Kuramata Exhibition, Gallery Gallery, Kyoto (1987)
- 1910—1970 Japon des Avant-Gardes, Centre Georges Pompidou, Paris (1986)
- Cappellini Presents the Furniture by Shiro Kuramata, Museum von Mailand (1986)
- Japanese Designers—Tradition and the Present, Central Hall of the Soviet Artists Alliance, Moskau (1984)
- The 11th - São Paulo International Biennale. São Paulo

## Auszeichnungen (Auswahl)
- 1972: Mainichi Designpreis
- 1981: japanischer Kulturpreis für Design
- 1990: Ordre des Arts et des Lettres